# 勝嚴寺
勝厳寺（しょうごんじ）は、佐賀県小城市三日月町にある日蓮宗の仏教寺院。山号は仙道山。旧本山は三日月勝妙寺。親師法縁。

## 歴史
大永元年（1521年）に日能により開山した。現在の本堂は昭和12年（1937年）に改築されたもの。平成6年（1994年）善神堂、庫裡が改築された。

## 公式サイト
- 公式ウェブサイト（日本語）

## 関連資料
- 日蓮宗寺院大鑑編集委員会『宗祖第七百遠忌記念出版 日蓮宗寺院大鑑』大本山池上本門寺 (1981年)